# تومويا إينوكاي
تومويا إينوكاي (باليابانية: 犬飼 智也) (12 مايو 1993 في شيزوكا في اليابان – )؛ هو لاعب كرة قدم ياباني سابق كان يلعب كمدافع.

## وصلات خارجية
- تومويا إينوكاي على موقع رابطة كرة القدم اليابانية للمحترفين (اليابانية)
- تومويا إينوكاي على موقع إي إس بي إن إف سي (الإنجليزية)
- تومويا إينوكاي على موقع قاعدة بيانات كرة القدم.إي يو (الإنجليزية)
- تومويا إينوكاي على موقع Soccerbase.com (لاعب) (الإنجليزية)
- تومويا إينوكاي على موقع Soccerway.com (الإنجليزية)
- تومويا إينوكاي على موقع عالم كرة القدم.نت (الإنجليزية)
- تومويا إينوكاي على موقع كووورة